# Rodolfo Graziani
Rodolfo Graziani (Filettino, 11 agosto 1882 – Roma, 11 gennaio 1955) è stato un generale e politico italiano.
Venne impiegato nel Regio Esercito italiano durante la prima guerra mondiale. Nel primo dopoguerra aderì al fascismo, divenendone una delle figure di spicco. Ebbe responsabilità di comando durante le guerre coloniali italiane: nella riconquista della Libia (1921-1931), nella guerra d'Etiopia e successivamente nella repressione della guerriglia abissina (1936-1937). Il suo ruolo in Libia e i suoi metodi brutali gli valsero il soprannome di "macellaio del Fezzan". Per la conduzione della guerra in Etiopia, fu definito criminale di guerra dalla Commissione delle Nazioni Unite per i crimini di guerra.
Durante la seconda guerra mondiale divenne comandante superiore e governatore generale nella Libia italiana subentrando nella carica a Italo Balbo. Nella campagna del Nord Africa comandò l'esercito italiano durante l'invasione italiana dell'Egitto e l'operazione Compass, la quale portò ad una catastrofe militare segnata dalla sua totale disfatta strategica: le forze militari italiane, numericamente superiori di quattro volte a quelle britanniche ma inferiori in addestramento tattico e carenti in armamenti, veicoli, e unità di corpo, subirono una delle più grandi sconfitte della loro storia. Graziani giustificò la sua posizione descrivendo lo scontro tra italiani e britannici come "lotta della pulce contro l'elefante", per poi chiedere l'esonero dal suo incarico; Mussolini lo sostituì, attribuendogli la piena responsabilità della sconfitta e aprendo un'inchiesta sul suo operato.
Dopo un periodo di ritiro accettò da Mussolini l'incarico, nell'allora constituendosi governo della Repubblica Sociale Italiana, di Ministro della difesa nazionale (dal 6 gennaio 1944 Ministero delle forze armate), che mantenne fino al crollo finale del 1945, prendendo parte alla lotta contro gli anglo-americani e nella repressione antipartigiana. Nel dopoguerra, a causa dell'uso di gas tossici e dei bombardamenti degli ospedali della Croce Rossa durante la guerra d'Etiopia, fu inserito dalla Commissione delle Nazioni Unite per i crimini di guerra nella lista dei criminali di guerra su richiesta del governo etiope, ma non venne mai processato. La richiesta di estradizione presentata dall'Etiopia fu negata dall'Italia nel 1949. Fu invece processato e condannato a 19 anni di carcere per collaborazionismo, anche se scontati quattro mesi fu scarcerato. Aderì quindi al Movimento Sociale Italiano, del quale divenne presidente onorario.

## Biografia

### Origini e formazione
Nato in una famiglia borghese, quarto dei nove figli di Filippo Graziani e Adelia Clementi (il padre era medico condotto), venne indirizzato inizialmente dai genitori verso gli studi religiosi presso il seminario di Subiaco, ma preferì la vita militare. Non avendo sufficiente disponibilità economica per frequentare l'Accademia militare di Modena, svolse il servizio militare di leva nel plotone allievi ufficiali del 94º Fanteria in Roma. Sembra che in gioventù Graziani avesse simpatie socialiste, tant'è che nel 1904, mentre stava preparando l'esame per passare sottotenente, fu sorpreso da un ufficiale a leggere il giornale Avanti! e rischiò per questo di essere espulso. Se qualcuno all'epoca avesse indagato meglio, avrebbe inoltre scoperto che Rodolfo Graziani qualche tempo prima aveva partecipato a una marcia di protesta davanti all'ambasciata russa ai tempi dei primi tumulti, inneggiando agli insorti. Il 1º maggio 1904 fu comunque promosso sottotenente e inviato al 92º Fanteria a Viterbo. Nel 1906 divenne ufficiale effettivo nel 1º Reggimento Granatieri di Roma.
Nel 1908 fu destinato in Eritrea. Qui imparò l'arabo e il tigrino, lingue che successivamente gli saranno molto utili. Morso da un serpente nel 1911, rimase per quasi un anno in assai gravi condizioni di salute. Dopo aver preso parte alla guerra italo-turca, fu nominato capitano e partecipò alla prima guerra mondiale dove, più volte ferito, venne decorato al valor militare.
Nel 1918, a soli 36 anni, divenne colonnello, il più giovane della storia d'Italia. Al termine del conflitto si trasferì a Parma dove, durante il biennio rosso, fu segretamente condannato a morte dal comitato rivoluzionario. Rendendosi conto che correva dei rischi seri, Graziani rinunciò per un anno a ogni incarico civile e militare per darsi al commercio con l'Oriente, ma con modesti risultati.

### La riconquista della Libia
Dopo la guerra venne inviato in Libia, portando a termine la "riconquista" della Tripolitania (1924), che gli valse la tessera ad honorem del Partito Nazionale Fascista, e della Cirenaica (1928-1930), a seguito della quale l'11 gennaio 1930 Graziani fu nominato vice governatore della Cirenaica italiana. Graziani aveva capito che la rapidità nei movimenti e negli spostamenti era fondamentale per non dare tregua al nemico e nel fare ciò fu fondamentale l'apporto della cavalleria indigena e dei meharisti integrati nelle "colonne mobili", come avvenne con la conquista italiana di Cufra, strappata ai Senussi.
Nel 1931 fu inviato in Cirenaica italiana a reprimere la ventennale rivolta anti-colonialista guidata da ʿOmar al-Mukhtār: Graziani spostò il suo quartier generale a Zuara e riuscì a riprendere il controllo, anche politico, di quasi tutta la Cirenaica. Badoglio, desideroso di chiudere definitivamente la questione con i ribelli libici, ordinò a Graziani di allontanare la popolazione del Gebel el-Achdar presso cui al-Mukhtār trovava ricovero e protezione e di trasferirla in appositi campi di concentramento sulla costa.
La decisione fu presa ancor prima della nomina di Graziani a vicegovernatore; già da prima si era evidenziato che la sola opzione militare non era sufficiente per fiaccare la resistenza libica, ma si doveva coinvolgere nella repressione l'intera popolazione che forniva assistenza. Le popolazioni del deserto del Gebel furono quindi spostate negli appositi campi costruiti sulla costa, di cui i più importanti erano Marsa Brega, Soluch, Agedabia, El-Agheila, Sidi Ahmed ed El-Abiar. L'erezione dei numerosi campi non mancò di suscitare polemiche in tutto il mondo arabo. La scelta che si rivelò decisiva nello sconfiggere il ribellismo in Cirenaica, come più tardi ammise lo stesso al-Mukhtār, nasceva dal bisogno di scindere in maniera definitiva le popolazioni sottomesse dai ribelli i quali avevano dimostrato una notevole vitalità.
La maggior parte delle popolazioni seminomadi dell'interno fu quindi fatta affluire nei campi di concentramento (vedi Deportazioni di massa del Gebel).
Nei campi si registrerà un altissimo tasso di mortalità, a causa delle terribili condizioni igienico-sanitarie e della scarsità di cibo e acqua, che costò la vita a decine di migliaia di persone. L'11 settembre 1931 nella piana di Got-Illfù, dopo essere stato avvistato dall'aviazione italiana, il capo libico al-Mukhtār fu preso prigioniero. Al-Mukhtar fu poi condannato a morte per espressa volontà di Badoglio, dopo un processo sommario, il 16 settembre 1931. Nel maggio del 1934 Graziani fu sostituito in Cirenaica dal nuovo vice governatore Guglielmo Nasi.

### La campagna d'Etiopia
Rodolfo Graziani dal 1935 al 1936 comandò le operazioni militari contro l'Abissinia partendo dalla Somalia italiana, sul fronte meridionale.
I primi scontri li sostenne proprio mentre Badoglio era impegnato nella battaglia dell'Amba Aradam. Le truppe di ras Destà mossero infatti verso Dolo per attaccare l'armata di Rodolfo Graziani. A Graziani era stato ordinato di mantenere una difesa attiva, al fine di mantenere impegnato nel sud il maggior numero di truppe nemiche, e di non passare all'offensiva. Prontamente informato del movimento delle truppe di ras Destà, lo attese pronto allo scontro. Sulle colonne abissine in marcia fu scatenata l'aviazione che le decimò. Fu in questa occasione che furono usati per la prima volta i gas asfissianti.
La seguente offensiva italiana ne disperse i resti e il 20 gennaio 1936 Graziani occupò la città di Neghelli. Dopo la vittoria su ras Destà, contro Graziani furono schierate le truppe al comando di Wehib Pascià, un generale turco al servizio dell'imperatore etiopico. Wehib cercò di attirare Graziani in una trappola, facendolo spingere il più possibile nel deserto dell'Ogaden. Ma nello svolgere tale operazione i reparti italiani al comando di Guglielmo Nasi e del generale Franco Navarra inflissero gravissime perdite agli abissini, tali da far fallire l'operazione e mettere a repentaglio la stessa sopravvivenza dell'armata abissina.

#### L'impiego dei gas
Il 26 dicembre la brutale uccisione del pilota Tito Minniti - che, caduto in territorio nemico, era stato torturato, evirato e infine decapitato - fu presa a pretesto per l'utilizzo dell'iprite. Alcuni recenti studi rilevano come l'uso di tali ordigni (vietati dalla convenzione di Ginevra del 1925) fosse stato autorizzato direttamente da Mussolini, che in diversi ordini telegrafati ai due comandanti al fronte ne avrebbe appunto autorizzato l'uso in caso di estrema necessità.

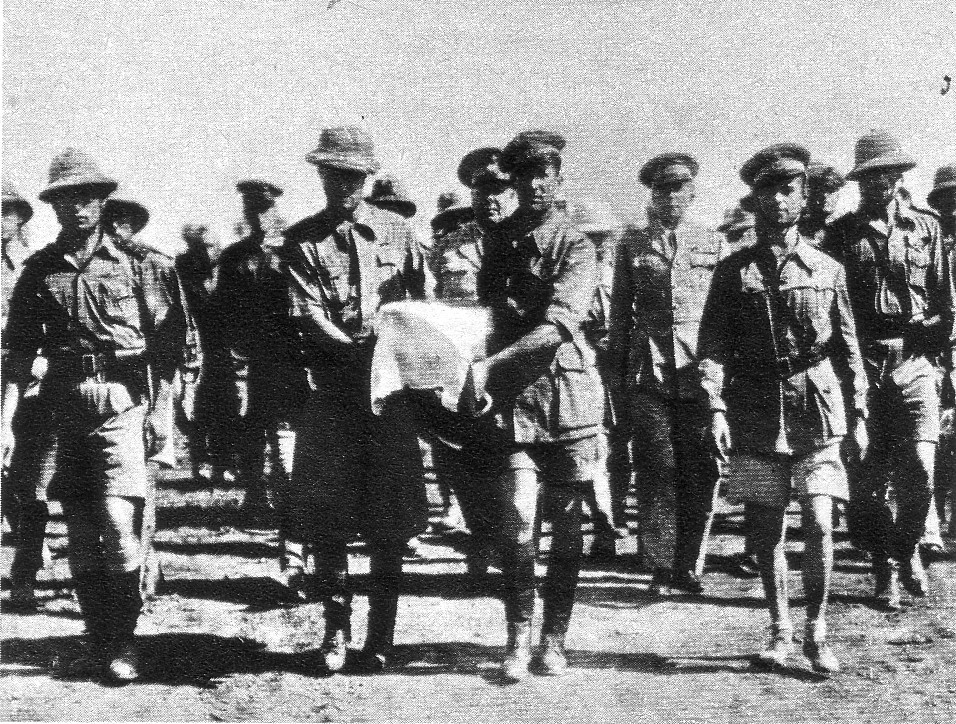
Il recupero delle salme di Tito Minniti e Silvio Zannoni. L'uccisione dei due aviatori fu il pretesto per l'impiego dei gas

Le bombe all'iprite, di cui sono un esempio le C500T, dove T era l'abbreviazione di 'Temporizzata': un meccanismo a spoletta le faceva esplodere circa a 250 m di quota, in modo che ne venisse aumentato il raggio d'azione. Furono utilizzate sul fronte sud comandato da Graziani, nei pressi di Dolo.
Graziani il 27 ottobre 1935, poco prima di attaccare la piazzaforte di Gorrahei, ricevette questo telegramma da Mussolini: "Sta bene per azione giorno 29. Autorizzo impiego gas come ultima ratio per sopraffare resistenza nemico o in caso di contrattacco". I gas tossici non vennero però utilizzati nell'attacco di Gorrahei, quanto alcuni giorni dopo. Il 24 dicembre Graziani inviava tre Caproni 101 bis ad Areri con la missione di bombardare le truppe di ras Destà, che vennero investite di iprite e fosgene. Gli attacchi si ripeterono il 25, 28, 30 e 31 dicembre, con un lancio complessivo di 125 bombe. In un dispaccio telegrafico del 10 gennaio 1936 al generale Bernasconi, Graziani proclamava che «Le ultime azioni compiute hanno dimostrato quanto sia efficace l'impiego dei gas».
Al riguardo, «S.E. il Capo del Governo, con telegramma odierno n. 333, me ne autorizza l'impiego nella contingenza attuale, che ha carattere campale e definitivo per l'armata di ras Destà.». Le proteste internazionali non tardarono: il 30 dicembre 1935 in un bombardamento italiano a Malca Dida condotto con armi chimiche venne colpito un ospedale svedese al seguito delle truppe etiopiche, causando la morte di 28 ricoverati e di un medico svedese.
Complessivamente sul fronte della Somalia (quello comandato da Graziani) vennero effettuate 41 incursioni aeree di "sbarramento C" (C=Chimico), durante le quali vennero sganciate un totale di 128 moderne bombe C500T caricate ad iprite oltre a 446 piccole bombe di modello antiquato, per un totale complessivo di 574 bombe (in media 14 per ogni incursione) caricate con circa 30 tonnellate di aggressivi chimici.
Per giustificare l'utilizzo dei gas, Graziani sia durante che dopo la guerra utilizzò, anche nel suo libro Fronte sud del 1938, la vulgata creata della propaganda fascista, in cui veniva imputato l'utilizzo da parte dei soldati abissini di armi proibite e di «barbari metodi di guerra», e solo per rappresaglia a ciò, l'esercito italiano avrebbe utilizzato tali armi chimiche. Gli etiopi furono accusati in particolare modo dell'utilizzo di proiettili ad espansione (i cosiddetti proiettili "dum-dum") vietati dalla convenzione di Ginevra, che sarebbero stati loro forniti regolarmente dal Regno Unito. Sia l'uso da parte degli etiopi di pallottole a frammentazione sia il coinvolgimento britannico sono stati smentiti fin dal 1936 da Anthony Eden. D'altronde il fatto in sé è alquanto improbabile dato che gli Etiopi usavano soprattutto armi di calibro 7.9 mm (Mauser), mentre i britannici, gli indiani e le truppe africane dell'impero britannico usavano il classico calibro 7.7 mm (=.303 british).
Lo storico Angelo Del Boca ha evidenziato come in una serie di articoli pubblicati da Il Messaggero su indicazione del governo italiano, un sedicente colonnello Pedro Lopez riuscì a mettere le mani su un telegramma spedito da Addis Abeba a Londra, ove si chiedeva al governo britannico cospicui rifornimenti di proiettili a frammentazione alle ditte Eley Brothers e Kynoch Limited di Birmingham: "10 milioni di cartucce per fucili da guerra e per mitragliatrici leggere e pesanti con pallottola appuntita half the quantity in clips of five (La metà della partita in caricatori da 5) facendo sì che il testo pubblicato riportasse half of which to be clipped; (di cui la metà devono avere l'estremità bucata). In realtà Del Boca documenta che si trattò di un falso creato ad arte dalla propaganda fascista per giustificare le atrocità compiute in Etiopia all'opinione pubblica italiana. Nonostante l'uso di proiettili a frammentazione da parte etiope sia stato documentato in diverse occasioni, si trattava di proiettili di proprietà dei soldati, utilizzati prima della guerra per la caccia grossa e non erano forniti dall'esercito. Del Boca fa anche notare come sia probabile che molte di quelle pallottole non fossero in realtà dum-dum ma palle di piombo dolce, delle quali erano dotati i fucili Gras: riporta al riguardo il libro di Ras Cassa La vérité che a pagina 34 racconta come «Le grosse palle di piombo dei Grass sono malleabilissime e si frantumano quando incontrano un osso. Per questo fatto il foro di uscita è enorme e sovente è stato attribuito a pallottole dum-dum».

#### L'occupazione di Harar e Dire Daua
Il 15 aprile 1936 Benito Mussolini ordinò a Graziani di raggiungere e occupare Harar. Graziani raggiunse Dagahbùr, il 25 aprile. Poi le piogge ne rallentarono maggiormente l'avanzata sull'obiettivo prefissato, facendolo giungere a Dire Daua poche ore dopo il passaggio dell'imperatore in viaggio verso l'esilio. Graziani, al fine di intercettare il treno che portava in esilio l'imperatore sconfitto e prenderlo prigioniero, chiese più volte l'autorizzazione di bombardare i binari per bloccare il treno, ma il permesso gli fu negato dal Duce in persona.. Dopo l'occupazione di Harar, Graziani fu nominato Maresciallo d'Italia e marchese di Neghelli.

### La nomina a viceré d'Etiopia
Nominato viceré d'Etiopia nel giugno 1936 in seguito alla rinuncia di Badoglio, Graziani in questa veste fece costruire numerosi edifici pubblici, avvalendosi della manodopera e delle risorse locali. A ciò si affiancò anche una dura opera di repressione da parte degli italiani. Furono istituiti campi di prigionia, erette forche pubbliche e uccisi i rivoltosi.. Ras Destà appena catturato fu passato per le armi. Molti militari italiani si fecero riprendere dai fotografi accanto ai cadaveri penzolanti dalle forche o accoccolati intorno a ceste piene di teste mozzate.

#### L'attentato ad Addis Abeba e la rappresaglia

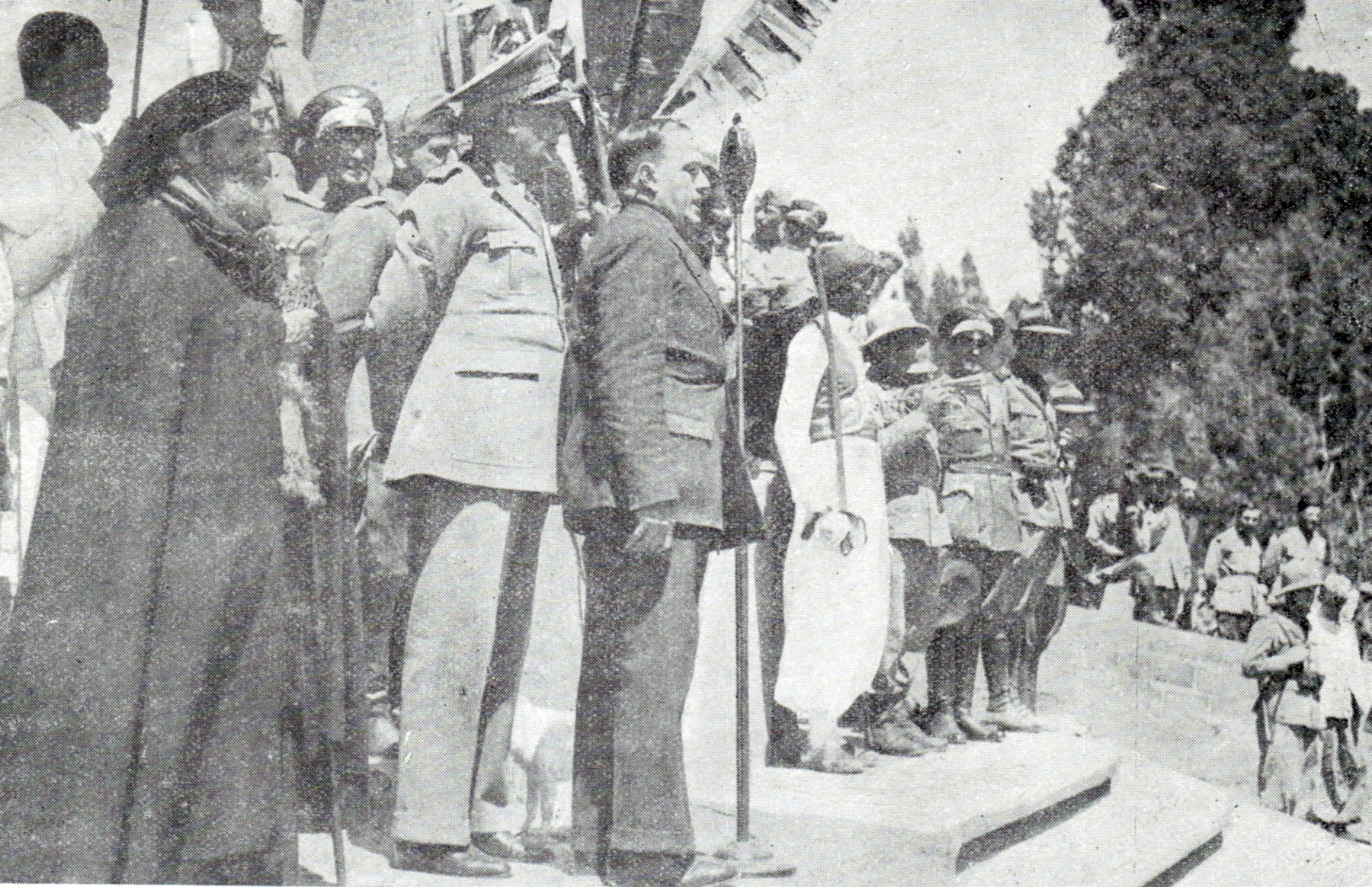
19 febbraio 1937, Graziani con l'abuna Kirillos nel Piccolo Ghebì poco prima dell'attentato

Il 19 febbraio 1937 fu organizzata una cerimonia per celebrare la nascita del primogenito di Umberto, Vittorio Emanuele di Savoia, alla quale erano stati invitati i notabili locali; questa si svolse presso il Piccolo Ghebì imperiale. Nel corso della cerimonia era prevista anche una distribuzione di cinquemila talleri d'argento ai poveri di Addis Abeba, cosa che incominciò subito dopo l'arrivo dell'abuna Kirillos. A mezzogiorno, improvvisamente, scoppiò una prima bomba, poi di seguito circa altre tre.
Così, anni dopo lo stesso Graziani rievocò l'evento:
(Rodolfo Graziani, in "Una vita per l'Italia")

Rodolfo Graziani (al centro) sbarca ad Addis Abeba dopo l'attentato

Subito i carabinieri e alcuni uomini del Regio Esercito aprirono il fuoco indistintamente contro gli etiopi presenti nelle vicinanze, facendo alcuni morti e diversi feriti, ma senza colpire gli attentatori, che con un complice riuscirono a fuggire. Nell'attentato morirono sette persone, di cui quattro italiani e due zaptié, circa cinquanta furono i feriti ricoverati in ospedale colpiti dalle schegge. Mentre Graziani, gravemente ferito, veniva trasportato all'ospedale della Consolata, cominciò immediatamente il rastrellamento di polizia che portò a numerose uccisioni e arresti arbitrari, mentre nelle ore successive ebbe inizio la rappresaglia, un vero e proprio pogrom, condotta da camicie nere, uomini del Regio Esercito, miliziani musulmani e civili italiani della colonia. Migliaia di etiopi vennero massacrati con pistole, lanciafiamme ed armi improvvisate.
Nei tre giorni seguenti, la rappresaglia italiana causa molti morti tra la popolazione etiopica, almeno 3.000 secondo le stime britanniche (circa 700 etiopi, rifugiatisi nell'ambasciata inglese, vennero fucilati appena usciti da questa), 30.000 secondo le fonti etiopiche presentate dopo la fine della guerra. Da parte italiana, si riduce il numero a circa 300 di morti etiopici. Molti monumenti ad Addis Abeba ricordano tuttora questo eccidio compiuto dagli italiani.
In realtà, un numero preciso delle vittime della strage non fu mai accertato: ma se la stima etiopica (30.000 uccisioni) è da considerare esagerata, quella dei 300 morti sostenuta all'epoca dall'Italia è, di converso, molto sottostimata: i morti nella rappresaglia furono, infatti, più di 4.000. Da un'informativa dell'attività dell'Arma dei carabinieri, firmata dal colonnello Hazon e datata 2 giugno, si ricava che i soli carabinieri hanno passato per le armi 2.509 indigeni.
Graziani restò ricoverato in ospedale per 68 giorni, i primi dei quali trascorsi in condizioni critiche.
La repressione italiana continuò intensamente anche nei mesi successivi e - poiché si era sospettato un ruolo ispiratore del clero copto nell'attentato, sebbene sulla base di flebili indizi - culminò con l'invio di una colonna di truppe somalo-islamiche agli ordini del generale Pietro Maletti verso la città santa della chiesa copta di Debrà Libanòs. Nella loro marcia di 150 km da Addis Abeba vengono incendiati 115.422 tucul e tre chiese, mentre ben 2.523 sono i "ribelli" giustiziati. Dopo la distruzione del convento di Gulteniè Ghedem Micael del 13 maggio con la fucilazione dei monaci, la colonna raggiunse Debrà Libanòs, che occupò il 19 giugno. Il giorno successivo, a seguito di un telegramma di Graziani che ordinava di «passare per le armi tutti i monaci indistintamente, compreso il vicepriore», ebbe inizio il sistematico massacro di monaci, seminaristi e suore cristiano-copti, che terminò il 26 maggio con la fucilazione di 126 giovani diaconi che erano stati inizialmente risparmiati.
Tra le vittime dell'eccidio molti giovanissimi e anche indovini e cantastorie colpevoli di aver predetto la fine del regime". Secondo i dispacci inviati da Graziani a Benito Mussolini, le vittime del massacro di Debrà Libanòs sarebbero state 449, mentre uno studio degli anni novanta, realizzato congiuntamente da un ricercatore inglese e da uno etiope alza la stima fino a 1.400-2.000 morti. Tra marzo e dicembre circa 400 abissini, tra cui importanti personaggi, vennero imprigionati e deportati in Italia con cinque piroscafi.
Nel novembre 1937 il Duca d'Aosta fu nominato viceré d'Etiopia, mentre Graziani nel febbraio dell'anno seguente rientrò in Italia. Nel 1938 il suo nome compare tra i firmatari del Manifesto della razza in appoggio alle leggi razziali fasciste.

### La Seconda guerra mondiale
Il 3 novembre 1939, a seconda guerra mondiale già incominciata, ma con l'Italia ancora neutrale, Graziani divenne capo di stato maggiore dell'esercito: questa carica lo rendeva direttamente dipendente da Mussolini, dal re Vittorio Emanuele III di Savoia e dallo stesso Badoglio, con il quale non correva buon sangue. Anche se contrario all'ingresso dell'Italia nel conflitto, poco dopo la dichiarazione di guerra (10 giugno 1940) Graziani partecipò ad alcune operazioni minori contro la Francia. Il 24 giugno i francesi chiesero l'armistizio e quattro giorni dopo Graziani tornò a Roma.

#### La campagna del Nordafrica

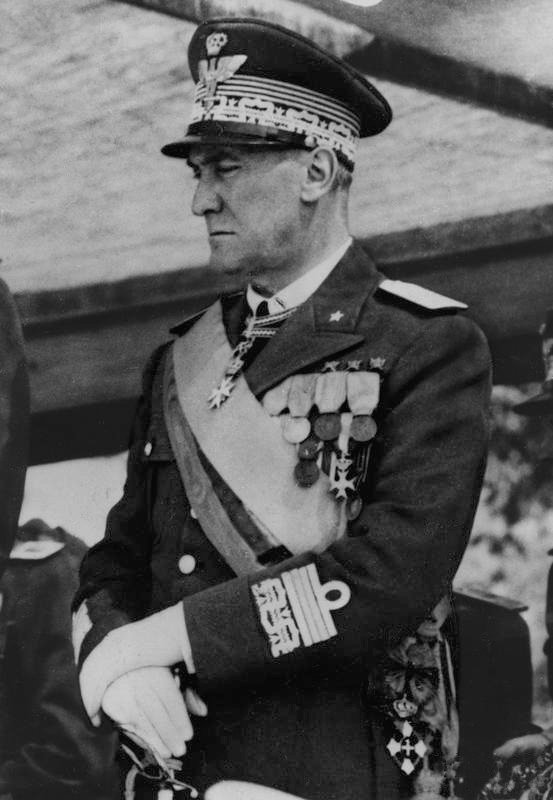
In divisa da Maresciallo d'Italia nel 1940

Rientrato nelle capitale, ricevette la notizia della morte di Italo Balbo, e gli subentrò nella carica di governatore della Libia. Nella duplice veste di governatore della Libia e capo di stato maggiore dell'esercito, iniziò i preparativi per l'invasione dell'Egitto.
L'attacco, difficile per le carenze logistiche e di armamento delle forze italiane scarsamente motorizzate, ebbe inizio il 13 settembre su insistenza di Mussolini, che aveva negato il rinvio di un mese chiesto da Graziani, "prendendo su di sé la responsabilità della decisione" e aggiungendo che in caso di mancata ottemperanza Graziani sarebbe stato sostituito. Ciano scrisse nel suo diario che «Mai un'operazione militare è stata compiuta tanto di controvoglia dai comandanti».
Dopo un'inutile avanzata fino a Sidi El Barrani (poco contrastata dai mobilissimi reparti inglesi del generale O'Connor), le forze di Graziani rimasero ferme per tre mesi, organizzando grandi e inutili campi trincerati nel deserto, mediocremente collegati tra loro e con modeste riserve mobili. La controffensiva inglese del 9 dicembre 1940 (Operazione Compass) travolse completamente lo schieramento italiano: le truppe britanniche, molto inferiori numericamente, ma totalmente motorizzate e con alcune centinaia di potenti carri armati Matilda e Cruiser, aggirarono e circondarono le truppe italiane, ottenendo un successo clamoroso.
Graziani venne completamente sorpreso e non fu in grado di organizzare una difesa efficace; impiegando a gruppi le sue consistenti forze (invece di radunare tutte le sue truppe e organizzare reparti corazzati di riserva), venne progressivamente battuto dalle forze britanniche a Bardia, Tobruk e Beda Fomm (gennaio-febbraio 1941); fu una disfatta totale; circa 130.000 soldati italiani vennero catturati, materiali e mezzi vennero interamente perduti, i resti della 10ª Armata ormai distrutta ripiegarono sulla posizione di El Agheila, perdendo tutta la Cirenaica.
A seguito di un telegramma inviatogli da Graziani, Mussolini disse indignato a Ciano:
(Benito Mussolini 15 dicembre 1940 secondo i diari di Galeazzo Ciano)
Graziani mostrò gravi carenze di condotta tattica e strategica ed ebbe anche un crollo morale: disperando della salvezza anche della Tripolitania, il maresciallo sollecitò ora (dopo averlo ripetutamente rifiutato) l'arrivo delle forze meccanizzate tedesche proposte da Adolf Hitler, i cosiddetti Afrikakorps.
L'11 febbraio 1941 venne destituito da Mussolini (molto contrariato per la sconfitta e per la condotta militare del maresciallo). Graziani lasciò la Libia e tornò in Italia: subito alcuni potenti uomini politici chiesero e ottennero un'inchiesta contro di lui (Roberto Farinacci lo accusò privatamente di "codardia"). Nel novembre 1941 fu così nominata una commissione d'inchiesta con a capo l'ammiraglio Paolo Thaon di Revel. Nel marzo 1942 la commissione concluse i propri lavori senza prendere alcun provvedimento. Per oltre due anni Graziani rimase senza alcun incarico.
Dal 1941 al 1943 visse ad Anagni, dove fu raggiunto dall'erede al trono Umberto di Savoia, con il quale ebbe un colloquio il 6 settembre 1943 sulla situazione militare e politica dell'Italia che aveva (segretamente) firmato l'armistizio con gli Alleati tre giorni prima.

#### La Repubblica Sociale Italiana
Con la costituzione della Repubblica Sociale Italiana divenne ministro della Difesa nazionale; il primo a offrirgli questo incarico fu Barracu il 22 settembre, ma sulle prime Graziani rifiutò.
Il giorno seguente il gerarca sardo lo incontrò a Roma e gli chiese nuovamente di far parte della nuova compagine governativa "altrimenti" - così gli si sarebbe rivolto - "il vostro rifiuto potrebbe essere giudicato paura". Graziani accettò la sfida. Tra i suoi primi atti da ministro vi fu l'approvazione dei bandi di coscrizione militare nelle Forze Armate della RSI.
Graziani, tra il 1943 e 1944, firmò diversi bandi di richiamo alle armi delle classi dei nati negli anni 1923, 1924, 1925 e richiamando successivamente le classi 1920, 1921 e 1926 – minacciando di morte i renitenti – e infine anche le classi 1916 e 1917. I bandi, tuttavia, ebbero scarso successo e anzi rafforzarono la resistenza partigiana clandestina, verso la quale furono attratti inevitabilmente i tanti renitenti in fuga dalla leva.
Graziani si impegnò a fondo affinché le forze armate della RSI fossero unitarie e fossero definibili come apolitiche, non dal punto di vista ideologico, bensì nel senso propriamente militare di dipendenza diretta dal comando centrale e non dal Partito Fascista Repubblicano. Per imporre il suo piano, minacciò più volte le dimissioni e si recò anche nel quartier generale di Hitler in Germania per conferire con il Führer il 9 ottobre: lo stesso Graziani riportò il non certo incoraggiante commento che il dittatore tedesco gli fece appena lo vide: "Sono spiacente che proprio a voi debba toccare questo ingrato compito". Per sottolineare il carattere militare e nominalmente apolitico del suo incarico, dal 6 gennaio 1944 il dicastero da lui tenuto non si chiamò più "Ministero della Difesa Nazionale", ma "Ministero delle Forze Armate". Sfruttando anche la sua notorietà, Graziani riuscì a condurre in porto un compromesso a lui favorevole: tranne le Brigate Nere di Pavolini, con il quale ebbe forti scontri, riuscì ad avere il controllo di tutte le forze armate della RSI (controllo invero a volte solo nominale, visto che nell'impiego operativo esse furono di fatto subordinate ai comandi militari tedeschi). Il 14 agosto 1944, quando con decreto legislativo il Duce fece entrare la Guardia Nazionale Repubblicana all'interno dell'Esercito Nazionale Repubblicano, si può dire che Graziani avesse vinto la sua "battaglia" diplomatica.
Graziani dal 2 agosto 1944 assunse il comando dell'Armata "Liguria" con il LXXV Armee Korps e il "Lombardia" Korps e, dal 1º dicembre 1944 al 28 febbraio 1945, del "Gruppo Armate" comprendente la 14ª Armata, che con il LI Gebirgs Korps e il XIV Panzer Korps combatté sulla linea gotica, specialmente nella Garfagnana.
Graziani ottenne nella Garfagnana, tra il fiume Serchio e le Alpi Apuane, di bloccare con la Divisione Alpina Monterosa i reparti brasiliani e le forze della 5ª Armata americana, riuscendo tra il 25 e 30 dicembre 1944 (con l'operazione denominata "Wintergewitter", detta in italiano "Offensiva di Natale" o "Battaglia della Garfagnana") a respingere le forze della 92 US Division 'Buffalos' Soldiers. Nell'occasione vennero anche catturati diversi prigionieri e ingenti quantità di viveri e materiale bellico: si trattò dell'unica azione sul fronte italiano nella quale le forze dell'Asse riuscirono a far arretrare gli Alleati nel 1944.

#### L'armistizio e l'arresto
Con le truppe anglo-americane ormai alle porte, il 26 aprile 1945 firmò la delega al generale Karl Wolff per le trattative di resa a Caserta e la sera del 29 aprile si consegnò a Milano al IV Corpo d'armata statunitense, con la mediazione dell'OSS. Dopo un mese di reclusione a Roma, in giugno fu inviato in Algeria, quale prigioniero di guerra, presso il 211 POW Camp di Cap Matifou.
Rimandato in Italia, il 16 febbraio 1946 venne rinchiuso nel carcere di Procida. Nel periodo di detenzione egli scrisse tre opere: Ho difeso la patria, Africa settentrionale 1940-41 e Libia redenta.
Gli Alleati non procedettero a incriminare Graziani, nonostante le continue richieste da parte delle autorità etiopiche. A tal fine il ministro degli esteri etiopico aveva fornito una documentazione relativa ai crimini di guerra italiani come l'uso dell'iprite nonché il bombardamento di ospedali della Croce Rossa.

Rodolfo Graziani ad Affile

### Il processo nel dopoguerra
Intanto il 4 marzo 1948 l'Etiopia presentò la propria documentazione alle Nazioni Unite in cui si accusava l'Italia di sistematico terrorismo in Etiopia e della intenzione ammessa da Graziani di uccidere tutte le autorità Amhara. Venne citato, per esempio, un telegramma al generale Nasi in cui Graziani esprimeva chiaramente questo proposito.
La commissione delle Nazioni Unite convenne che vi erano le basi per un processo preliminare a otto Italiani, incluso Graziani. Ma gli sforzi etiopici di portare Graziani a processo furono vanificati sia dall'Italia che dall'Inghilterra e furono di seguito abbandonati sotto la pressione del Ministero degli Affari Esteri, il cui supporto era considerato essenziale dal governo etiopico per le proprie pretese nei confronti dell'Eritrea.
Graziani venne invece processato in Italia relativamente al ruolo da lui svolto nella Repubblica Sociale Italiana. Il processo ebbe inizio l'11 ottobre 1948 presso la Corte d'assise straordinaria di Roma, ma venne sospeso nel febbraio successivo, quando la Corte si dichiarò incompetente a decidere su reati prevalentemente militari. Dopo un supplemento d'istruttoria, il processo si riaprì davanti a un tribunale militare, composto da cinque generali e un ammiraglio, che con sentenza del 3 maggio 1950 condannò Graziani a 19 anni di reclusione per collaborazionismo, 13 anni e 8 mesi dei quali condonati, e quattro mesi dopo il verdetto poté tornare in libertà.
Si valutò inoltre che l'imputato non fosse in grado di incidere sulle decisioni del governo della RSI, anche se Graziani durante la RSI fu ministro delle Forze Armate e responsabile del bando con cui erano condannati a morte i renitenti alla leva e i partigiani..

### La carriera politica e la morte
Nel 1952 si iscrisse al Movimento Sociale Italiano, di cui divenne presidente onorario un anno dopo. Nel 1953 avviò una causa legale, con richiesta di sequestro del film Anni facili, ritenendo che alcune scene della pellicola lo deridessero.
Nel gennaio del 1954, durante il congresso nazionale di Viareggio del MSI, pronunciò un discorso nel quale tracciava le sue idee per rilanciare il movimento. Negli ultimi giorni della sua vita si trasferì da Affile a Roma, dove visse sino alla morte.

I funerali di Graziani a Roma

## Il sacrario di Affile
Il comune di Affile ha dedicato a Graziani un sacrario nel parco di Radimonte, inaugurato l'11 agosto 2012. L'erezione del sacrario di Graziani ha suscitato scalpore a livello internazionale. In Italia la stampa nazionale ha raccontato l'intitolazione del sacrario sottolineando i trascorsi di Graziani e le sue responsabilità storiche. Il sindaco di Affile ad il Fatto Quotidiano, che seguì la giornata celebrativa evidenziando i rilievi critici, lo indicò come: "Un esempio per i giovani". L'altro aspetto sul quale si è concentrata l'attenzione della stampa è stato l'utilizzo di fondi pubblici per la realizzazione dell'opera, celebrativa di un gerarca fascista, in periodo di austerità.
Dopo un mese di mobilitazioni, appelli e interrogazioni parlamentari che hanno contestato la scelta del comune di Affile, scelta invece difesa dalla destra politica, la stampa nazionale si è più diffusamente occupata del risvolto storico-politico della questione.
Il 6 novembre 2017 il tribunale di Tivoli ha condannato a una pena di otto mesi di reclusione il sindaco di Affile, Ercole Viri, e due assessori del comune a sei mesi ciascuno, perché ritenuti colpevoli di apologia del fascismo per avere realizzato il sacrario del gerarca Graziani. Nel processo era parte civile l'Associazione Nazionale Partigiani d'Italia (ANPI). Il 14 marzo 2019 la condanna è stata confermata dalla corte d'appello di Roma, per essere poi annullata dalla corte di cassazione il 26 settembre 2020.

## Cultura di massa

### Filmografia
Nel film del 1974 Mussolini ultimo atto, diretto da Carlo Lizzani, Graziani è interpretato da Rodolfo Dal Pra.
Nel 1980 un film, Il leone del deserto, di coproduzione Usa e Libia, fu dedicato alla lotta dei libici contro il colonialismo italiano al tempo di Graziani: nella pellicola, parzialmente finanziata da Muʿammar Gheddafi, si narrano in maniera molto dettagliata alcune tecniche di guerra adottate. Il regista fu Mustafa Akkad, tra gli interpreti Rod Steiger che impersona Mussolini, Oliver Reed impersona Graziani e Anthony Quinn impersona il leader della resistenza libica ʿOmar al-Mukhtār.
All'epoca vi fu un procedimento contro tale film per "vilipendio delle Forze Armate".
La pellicola fu trasmessa in Italia per la prima volta in occasione della visita del leader libico Gheddafi in Italia dall'emittente satellitare Sky nel giugno del 2009.

### Musica
La canzone Lettera al Governatore della Libia, scritta da Franco Battiato e Giusto Pio e interpretata da Giuni Russo nell'album Energie (1981), fa riferimento implicito a Rodolfo Graziani. Tale riferimento venne reso esplicito nella versione dello stesso brano incisa da Franco Battiato nell'album dal vivo Giubbe Rosse (EMI Italiana, 1989) dove il testo leggermente modificato recita "Lo sai che quell'idiota di Graziani farà una brutta fine".

## Opere
- Verso il Fezzan, Tripoli, Cacopardo, 1929; Bengasi, Pavone, 1934.
- La situazione cirenaica. Conferenza tenuta all'Istituto fascista di cultura, 23 novembre, a. IX, Bengasi, La Cirenaica, 1930.
- Cirenaica pacificata, Milano, A. Mondadori, 1932.
- L'avvenire economico della Cirenaica, Roma, Pinciana, 1933.
- Prefazione a Sandro Sandri, Il principe sahariano. Amedeo di Savoia duca d'Aosta, Roma, L'azione coloniale, 1933.
- Il volto della Cirenaica per la visita del re. [Raccolta di fotografie precedute da scritti di Paolo Orano, Dante Maria Tuninetti e Rodolfo Graziani], Roma, Pinciana, 1933.
- La riconquista del Fezzan, Milano, A. Mondadori, 1934.
- Prefazione a Marco Pomilio, Con i dubat, Fronte Sud, Firenze, Vallecchi, 1937.
- Prefazione a Adriano Grande, La legione Parini (da Sabaudia a Diredaua), Firenze, Vallecchi, 1937.
- Pace romana in Libia, Milano, A. Mondadori, 1937.
- Il fronte sud, Milano, A. Mondadori, 1938.
- La giornata coloniale dell'anno XVI in Roma. Parole pronunciate da S. E. il maresciallo d'Italia Rodolfo Graziani il 22 maggio 1938-XVI, al teatro Adriano, Roma, Castaldi, 1938.
- Ho difeso la patria, Milano, Garzanti, 1947.
- Africa settentrionale, 1940-1941, Roma, Danesi, 1948.
- Processo Graziani, 3 voll., Roma, Ruffolo, 1948.
- La Libia redenta. Storia di trent'anni di passione italiana in Africa, Napoli, Torella, 1948.
- Prefazione a Franz Maria d'Asaro, I... datteri matureranno.... [versi]. Premio Tripoli, Roma, Unitas, 1949.
- Una vita per l'Italia. Ho difeso la patria, Milano, Mursia, 1986; riediz. Con un inedito diario dei giorni della prigionia, Milano, Mursia, 1998. ISBN 88-425-2439-5.

## Onorificenze

Le decorazioni di Graziani